# Alex Garland
Alex Garland (* 26. května 1970, Londýn, Spojené království) je britský spisovatel, scenárista a režisér, autor románu Pláž a režisér filmů Ex machina nebo Občanská válka.

## Život
Alexander Medawar Garland se narodil 26. května 1970 v Londýně psycholožce Caroline (rozené Medawar) a politickému ilustrátorovi a karikaturistovi Nicholasi Garlandovi. Má mladšího bratra a dva starší nevlastní sourozence. Garland studoval na University College School na Hampsteadu, později absolvoval manchesterskou univerzitu v oboru dějin umění.

## Tvorba
Proslavil se jako spisovatel, později scenárista a režisér filmů, ale také jako autor počítačových her.

### Spisovatel
Jeho první román Pláž byl vydán v roce 1996 a později byl zfilmován Dannym Boylem. Úspěšný utopický román je založen na autorových cestách po Evropě a Thajsku s důrazem na hledání svobody, objevování nedotčených koutů a drogovou kulturu. Druhým románem se stal Tesseract (The Tesseract, 1998), který se odehrává ve filipínské Manile a je pojat postmodernistickým způsobem nelineárního vyprávění. Jeho posledním vydaným románem je The Coma (2004).

### Scenárista
Garland se zapsal do povědomí jako scenárista postapokalyptického filmu Dannyho Boyla 28 dní poté. Na ten navázal scénářem k připravovaném třetímu dílu volné série (opět v režii Danny Boyla) 28 let poté. Jejich třetí spoluprací byl snímek Sunshine. Napsal také scénáře k počítačovým hrám Enslaved: Odyssey to the West (2010) a Dmc: Devil May Cry (2013). Je autorem scénářů ke všem svým filmům.

### Režisér
Filmovým debutem Alexe Garlanda je snímek Ex machina z roku 2014, který pojednává o etických otázkách vědy a umělé inteligence. Natočil kromě řady filmů také seriál Devs pro televizní stanici Hulu. Snímky Anihilace a Men nezískaly takový divácký a komerční ohlas, jako jeho filmový debut. V roce 2024 byl uveden postapokalyptický snímek Občanská válka (Civil War) s Kirsten Dunst v hlavní roli.

## Filmografie
- 2002: 28 dní poté (28 Days Later, scénář)
- 2007: Sunshine – scénář
- 2010: Neopouštěj mě (Never Let Me Go) – scénář
- 2012: Dredd – scénář, režie (nepotvrzena)
- 2014: Ex machina – scénář, režie
- 2018: Anihilace (Annihilation) – scénář, režie
- 2020: Devs (seriál) – scénář, režie
- 2022: Men – scénář, režie
- 2024: Občanská válka (Civil War) – scénář, režie
- 2025: 28 let poté (28 Years Later) (v přípravě) – scénář[6]
- 2025: Warfare (v přípravě)
- 2026: Halo (Halo Movie) – scénář